# 阿戈拉 (密蘇里州)
阿戈拉（英語：Argola）是位於美國密蘇里州劉易斯縣的非建制地區。

## 歷史
阿戈拉的郵局於1879年設立，其後於1901年停運。

## 地理
阿戈拉所處的海拔為高於海平面210米（即689英呎），而該地所採用的時區為UTC-6，即北美中部時區（CST）。同時該地設有夏令時間，為UTC-6調快一小時，即UTC-5（CDT）。